# 慶應義塾医学所
| 慶應義塾医学所 | 慶應義塾医学所                                          |
| -------------- | ------------------------------------------------------- |
| 創立           | 1873年                                                  |
| 所在地         | 東京府                                                  |
| 初代校長       | 松山棟庵                                                |
| 廃止           | 1880年                                                  |
| 後身校         | 慶應義塾大学大学院医学研究科・医学部 東京慈恵会医科大学 |
| 同窓会         | 金蘭会                                                  |

慶應義塾医学所（けいおうぎじゅくいがくしょ、1873年（明治6年） - 1880年（明治13年））は、明治初期、東京府三田に設立された私立の医学教育機関（医学校）、医療施設「尊王舎」。

## 概要
適塾で医学を学び、海外で多くの民間病院を見学した福澤諭吉は早くから西洋医学の普及が日本に必要だと感じていた。福澤諭吉の門下生たちで、その後、医学者になった者はいたが、まだ慶應義塾には医学所はなかった。そこで、慶應義塾にも医学所を作ろう、という構想が出て、1873年に「慶応義塾医学所」が誕生した。慶應義塾医学所では、それまでの漢方医術だけでなく西洋医学も取り入れ、医学所開塾の当初から幾名かの洋医を養成した。また、慶應義塾医学所は、当時の日本の医学界が「ドイツ医学」を主流としていた中で、唯一「イギリス医学」を教授した医学所であり、これは当時の日本では異例のことであった。この慶應義塾医学所は、その後の慶應義塾大学大学院医学研究科・医学部の源流となるとともに、東京慈恵会医科大学の前身ともなっている。また、廃止後の校舎を用いて、福澤諭吉の高弟である矢野文雄（号・龍渓）が、三田予備校を創立した。

### 開塾以前の門下生
足立寛
前期鉄砲洲時代入塾。適塾に学び、陸軍軍医総監となる。
松山棟庵
慶応2年（1866年）1月入塾。ここに述べる慶應義塾医学所の校長。
安藤正胤
慶応3年（1867年）1月入塾。晩年、静浦の保養院の経営にあたった。
印東玄得
慶応3年（1867年）2月入塾。大学東校に移ってそこを卒え医科大学教授となった。
近藤良薫
明治元年（1868年）11月入塾。横浜の十全病院に院長を勤む。

## 沿革

### 開塾後
次に、『東京日日新聞』（第五五一号）に同医学所の学科課程、学生募集広告などが掲載された。

### 教授陣
- 松山棟庵
- 新宮涼圏
- 杉田武
- 小泉芳五郎
- 上田藤太
- 前田政四郎
- 松山誠二
- 沖野嘉太郎
- 江馬春照
- 宮田温
- 片倉寿繁
- 平野庄三郎

### 主な出身者
- 川田龍吉（明治7年（1874年）2月9入塾。三菱製鉄所・日本郵船を経て、横浜船渠会社社長、函館船渠会社専務。川田農場経営。男爵。）